# All My Love
All My Love е рок балада и шеста песен от последния студиен албум In Through the Out Door на английската рок група „Лед Зепелин“, издаден през август 1979 г. Написана и композирана от Робърт Плант и Джон Пол Джоунс, All My Love представлява рок балада, която включва и соло на синтезатори от Джон Пол Джоунс. Песента е аписана е в чест на сина на Робърт Плант - Карач, който умира, докато „Лед Зепелин“ са на турне в Северна Америка през 1977 г. All My Love е една от двете песни на „Лед Зепелин“, в които Джими Пейдж не е участва (другата е South Bound Saurez, също от In Through the Out Door).
Биографът Найджъл Уилямсън описва песента като „подкрепена от полукласически аранжимент от вида, популярен по онова време сред групи като „Дженезис“ и „Илектрик Лайт Оркестра“. С оригинално работно заглавие The Hook, песента е записана между ноември и декември 1978 г. в Стокхолм, Швеция, с различна дължина от тази, която е включиена в албума. Роберт Плант удължава последния припев с много добавки и звучно китарно соло от Джими Пейдж. „Лед Зепелин“ изпълняват песента по време на концертното си турне в Европа през 1980 г., а по-късно All My Love е включена в компилациите на групата The Best of Led Zeppelin, Remasters и Mothership.

## Оценка
В рецензия на In Through the Out Door (Deluxe Edition), Андрю Доскас от „Попметърс“ описва All My Love като „най-тъжната и най-сърдечната песен на „Зепелин“. Доскас описва песента като „подходяща ода на сина на Плант, което звучи достатъчно завладяващо и като предвестник на групата по пътя към предстоящото и непредвидимо разпадане“. В интервю, което по-късно Роберт Плант дава на рок журналиста Камерън Кроу, той заявява, че тази песен е един от „най-хубавите моменти на „Лед Зепелин“. Китаристът Джими Пейдж и барабанистът Джон Бонъм обаче имат резерви относно мекия рок звук на песента.

## Музиканти
- Робърт Плант – вокали, хармоника
- Джими Пейдж – китара
- Джон Пол Джоунс – бас китара, клавиши
- Джон Бонъм – барабани

## Цитати
1. ↑  Shadwick 2005, с. 296.
2. ↑  IN THROUGH THE OUT DOOR //  DISCOGRAPHY.   ledzeppelin.com. Посетен на 2022-01-28. (на английски)
3. ↑  Dolan, Jon et al. The 40 Greatest Led Zeppelin Songs of All Time //  Music Lists.   rollingstone.com, 2009-01-13. Посетен на 2022-01-28. (на английски)
4. ↑  Led Zeppelin – All My Love //  Led Zeppelin.   discogs.com. Посетен на 2022-01-28. (на английски)
5. ↑  Williamson 2007, с. 188.
6. 1 2  Lewis 2004.
7. ↑  Prato, Greg. Early Days & Latter Days: Vol. 1 & 2 Review by Greg Prato //  Led Zeppelin.   allmusic.com. Посетен на 2022-01-28. (на английски)
8. ↑  Erlewine, Stephen. Led Zeppelin Remasters Review by Stephen Thomas Erlewine //  Led Zeppelin.   allmusic.com. Посетен на 2022-01-28. (на английски)
9. ↑  Erlewine, Stephen. Mothership Review by Stephen Thomas Erlewine //  Led Zeppelin.   allmusic.com. Посетен на 2022-01-28. (на английски)
10. ↑  Doscas, Andrew. Led Zeppelin: In Through the Out Door (Deluxe Edition) //   popmatters.com, 2015-09-15. Посетен на 2022-01-28. (на английски)
11. ↑  Бележки от Камерън Кроу за The Complete Studio Recordings
12. ↑  Tolinski 2012, eBook.